# Obszar spisowy Nome
Obszar spisowy Nome (ang. Nome Census Area) – obszar spisu powszechnego (ang. census area) w Stanach Zjednoczonych położony w stanie Alaska i wchodzący w skład okręgu niezorganizowanego. Z gęstością zaludnienia 0,164 os./km², należy do 30 najsłabiej zaludnionych hrabstw USA.
Obszar spisowy Nome położony jest nad zatoką Nortona oraz część obszaru obejmuje obszar wyspy Świętego Wawrzyńca. Największym miastem położonym na obszarze jest Nome, inne większe ośrodki to Gambell i Savoonga.
Zamieszkany przez 9763 osób. Największy odsetek ludności stanowią rdzenni mieszkańcy (75,8%) oraz ludność biała (13,8%).